# Хлібодаровка (Мелеузівський район)
Хлібода́ровка (рос. Хлебодаровка, башк. Хлебодаровка) — село у складі Мелеузівського району Башкортостану, Росія. Входить до складу Александровської сільської ради.
Населення — 253 особи (2010; 350 в 2002).
Національний склад:
- росіяни — 96%